# Mikus Pētersons
Mikus Pētersons (* 15. August 2001) ist ein lettischer Leichtathlet, der sich auf den Sprint spezialisiert hat.

## Sportliche Laufbahn
Erste internationale Erfahrungen sammelte Mikus Pētersons im Jahr 2023, als er bei der 2. Liga der Team-Europameisterschaft im Rahmen der Europaspiele in Chorzów mit der lettischen 4-mal-100-Meter-Staffel in 39,87 s den zweiten Platz im B-Lauf belegte.
2023 wurde Pētersons lettischer Meister in der 4-mal-100-Meter-Staffel.

## Persönliche Bestleistungen
- 100 Meter: 10,76 s (+1,7 m/s), 28. Mai 2021 in Palanga
  - 60 Meter (Halle): 7,00 s, 26. Februar 2022 in Valmiera
- 200 Meter: 21,90 s (0,0 m/s), 26. Juni 2022 in Valmiera